# Campeonato Sul-Americano de Voleibol Feminino Sub-18 de 2012
O  Campeonato Sul-Americano de Voleibol Feminino Sub-18 de 2012, foi a décima oitava edição da categoria Sub-18, ou seja, infanto-juvenil, disputada por oito seleções sul-americanas, competição realizada bienalmente, cuja entidade organizadora é a  Confederação Sul-Americana de Voleibol, as partidas aconteceram no Coliseo Miguel Grau  de 22 a 26 de novembro em Callao, no Peru.A Seleção Peruana conquistou o seu terceiro título nesta categoria, façanha não alcançada há trinta e dois anos, além do título assegurou vaga no Mundial Infantojuvenil de 2013 , e  as outras vagas foram obtidas pela Seleção Brasileira e  Argentina, vice-campeão e terceira colocada, respectivamente neste campeonato; e Ángela Leyva, ponteira peruana, recebeu o prêmio de Melhor Atacante e de Melhor Jogadora da edição.

## Seleções participantes
As seguintes seleções confirmaram participação no Campeonato Sul-Americano Sub-18 de 2012:
| Equipe    | Última participação |
| --------- | ------------------- |
| Peru      | (Sede), 3º em 2010  |
| Argentina | 2º em 2010          |
| Bolívia   | 7º em 2010          |
| Brasil    | 1º em 2010          |
| Chile     | 4º em 2010          |
| Colômbia  | 5º em 2010          |
| Paraguai  | 8º em 2010          |
| Venezuela | 6º em 2010          |

## Primeira fase

### Grupo A
Classificação
- Local : Coliseo Miguel Grau -Peru [1]

|     |          |     | Jogos | Jogos | Jogos | Resultados | Resultados | Resultados | Resultados | Resultados | Resultados | Sets | Sets | Sets  | Pontos | Pontos | Pontos |
| Pos | Equipe   | Pts | T     | V     | D     | 3–0        | 3–1        | 3–2        | 2–3        | 1–3        | 0–3        | V    | P    | R     | V      | P      | R      |
| --- | -------- | --- | ----- | ----- | ----- | ---------- | ---------- | ---------- | ---------- | ---------- | ---------- | ---- | ---- | ----- | ------ | ------ | ------ |
| 1   | Peru     | 9   | 3     | 3     | 0     | 3          | 0          | 0          | 0          | 0          | 0          | 9    | 0    | MAX   | 225    | 127    | 1.772  |
| 2   | Chile    | 6   | 3     | 2     | 1     | 1          | 1          | 0          | 0          | 0          | 1          | 6    | 4    | 1.500 | 219    | 192    | 1.141  |
| 3   | Colômbia | 3   | 3     | 1     | 2     | 1          | 0          | 0          | 0          | 1          | 1          | 4    | 6    | 0.667 | 199    | 201    | 0.990  |
| 4   | Paraguai | 0   | 3     | 0     | 3     | 0          | 0          | 0          | 0          | 0          | 3          | 0    | 9    | 0,000 | 102    | 225    | 0.453  |

Resultados
| Data   | Hora  |          | Placar |             | Set 1 | Set 2 | Set 3 | Set 4 | Set 5 | Total | Relatório |
| ------ | ----- | -------- | ------ | ----------- | ----- | ----- | ----- | ----- | ----- | ----- | --------- |
| 22 nov | 18:00 | 'Peru '  | 3–0    | Paraguai    | 25–6  | 25–11 | 25–21 |       |       | 75–38 | 75–38     |
| 22 nov | 20:00 | 'Chile ' | 3–1    | Colômbia    | 25–22 | 25–17 | 23–25 | 25–17 |       | 98–81 | 98–81     |
| 23 nov | 18:00 | 'Peru '  | 3–0    | Colômbia    | 25–14 | 25–21 | 25–8  |       |       | 75–43 | 75–43     |
| 23 nov | 20:00 | 'Chile ' | 3–0    | Paraguai    | 25–11 | 25–14 | 25–11 |       |       | 75–36 | 75–36     |
| 24 nov | 18:00 | 'Peru '  | 3–0    | Chile       | 25–15 | 25–9  | 25–22 |       |       | 75–46 | 75–46     |
| 24 nov | 20:00 | Paraguai | 0–3    | ' Colômbia' | 16–25 | 6–25  | 6–25  |       |       | 28–75 | 28–75     |

### Grupo B
- Local : Coliseo Miguel Grau -Peru [1]

|     |           |     | Jogos | Jogos | Jogos | Resultados | Resultados | Resultados | Resultados | Resultados | Resultados | Sets | Sets | Sets  | Pontos | Pontos | Pontos |
| Pos | Equipe    | Pts | T     | V     | D     | 3–0        | 3–1        | 3–2        | 2–3        | 1–3        | 0–3        | V    | P    | R     | V      | P      | R      |
| --- | --------- | --- | ----- | ----- | ----- | ---------- | ---------- | ---------- | ---------- | ---------- | ---------- | ---- | ---- | ----- | ------ | ------ | ------ |
| 1   | Brasil    | 9   | 3     | 3     | 0     | 3          | 0          | 0          | 0          | 0          | 0          | 9    | 0    | MAX   | 226    | 176    | 1.284  |
| 2   | Argentina | 6   | 3     | 2     | 1     | 2          | 0          | 0          | 0          | 0          | 1          | 6    | 3    | 2,000 | 210    | 154    | 1.364  |
| 3   | Venezuela | 3   | 2     | 1     | 1     | 1          | 0          | 0          | 0          | 0          | 1          | 3    | 3    | 1,000 | 169    | 189    | 0.894  |
| 4   | Uruguai   | 0   | 3     | 0     | 3     | 0          | 0          | 0          | 0          | 0          | 3          | 0    | 9    | 0,000 | 139    | 225    | 0.618  |

Resultados
| Data   | Hora  |              | Placar |              | Set 1 | Set 2 | Set 3 | Set 4 | Set 5 | Total | Relatório |
| ------ | ----- | ------------ | ------ | ------------ | ----- | ----- | ----- | ----- | ----- | ----- | --------- |
| 22 nov | 14:00 | 'Brasil '    | 3–0    | Uruguai      | 25–16 | 25–21 | 25–19 |       |       | 75–56 | 75–56     |
| 22 nov | 16:00 | Venezuela    | 0–3    | ' Argentina' | 11–25 | 9–25  | 14–25 |       |       | 34–75 | 34–75     |
| 23 nov | 14:00 | 'Argentina ' | 3–0    | Uruguai      | 25–12 | 25–18 | 25–15 |       |       | 75–45 | 75–45     |
| 23 nov | 16:00 | Venezuela    | 0–3    | ' Brasil'    | 18–25 | 18–25 | 24–26 |       |       | 60–76 | 60–76     |
| 24 nov | 14:00 | Uruguai      | 0–3    | ' Venezuela' | 13–25 | 10–25 | 15–25 |       |       | 38–75 | 38–75     |
| 24 nov | 16:00 | 'Brasil '    | 3–0    | Argentina    | 25–14 | 25–23 | 25–23 |       |       | 75–60 | 75–60     |

## Fase final

### 5º ao 8º lugar
- Local : Coliseo Miguel Grau -Peru [1]

Resultados
| Data   | Hora  |              | Placar |          | Set 1 | Set 2 | Set 3 | Set 4 | Set 5 | Total | Relatório |
| ------ | ----- | ------------ | ------ | -------- | ----- | ----- | ----- | ----- | ----- | ----- | --------- |
| 25 nov | 14:00 | 'Colômbia '  | 3–1    | Uruguai  | 25–16 | 25–21 | 20–25 | 25–11 |       | 95–73 | 85–73     |
| 25 nov | 20:00 | 'Venezuela ' | 3–0    | Paraguai | 25–16 | 25–13 | 25–17 |       |       | 75–46 | 75–46     |

### Semifinais
- Local : Coliseo Miguel Grau -Peru [1]

Resultados
| Data   | Hora  |           | Placar |           | Set 1 | Set 2 | Set 3 | Set 4 | Set 5 | Total  | Relatório |
| ------ | ----- | --------- | ------ | --------- | ----- | ----- | ----- | ----- | ----- | ------ | --------- |
| 25 nov | 16:00 | 'Brasil ' | 3–0    | Chile     | 25–12 | 25–12 | 25–17 |       |       | 75–41  | 75–41}    |
| 25 nov | 18:00 | 'Peru '   | 3–2    | Argentina | 25–20 | 25–12 | 20–25 | 24–26 | 15–9  | 109–92 | 109–92    |

### Sétimo lugar
- Local : Coliseo Miguel Grau -Peru [1]

Resultado
| Data   | Hora  |            | Placar |          | Set 1 | Set 2 | Set 3 | Set 4 | Set 5 | Total | Relatório |
| ------ | ----- | ---------- | ------ | -------- | ----- | ----- | ----- | ----- | ----- | ----- | --------- |
| 26 nov | 12:00 | 'Uruguai ' | 3–0    | Paraguai | 25–16 | 25–21 | 25–12 |       |       | 75–49 | 75–49     |

#### Quinto lugar
- Local : Coliseo Miguel Grau -Peru [1]

Resultado
| Data   | Hora  |             | Placar |           | Set 1 | Set 2 | Set 3 | Set 4 | Set 5 | Total | Relatório |
| ------ | ----- | ----------- | ------ | --------- | ----- | ----- | ----- | ----- | ----- | ----- | --------- |
| 26 nov | 14:00 | 'Colômbia ' | 3–1    | Venezuela | 25–20 | 25–22 | 23–25 | 25–22 |       | 98–89 | 98–89     |

### Terceiro lugar
- Local : Coliseo Miguel Grau -Peru [1]

Resultado
| Data   | Hora  |              | Placar |       | Set 1 | Set 2 | Set 3 | Set 4 | Set 5 | Total | Relatório |
| ------ | ----- | ------------ | ------ | ----- | ----- | ----- | ----- | ----- | ----- | ----- | --------- |
| 26 nov | 16:00 | 'Argentina ' | 3–0    | Chile | 25–10 | 25–11 | 25–14 |       |       | 75–35 | 75–35     |

### Final
- Local : Coliseo Miguel Grau -Peru [1]

Resultado
| Data   | Hora  |         | Placar |        | Set 1 | Set 2 | Set 3 | Set 4 | Set 5 | Total  | Relatório |
| ------ | ----- | ------- | ------ | ------ | ----- | ----- | ----- | ----- | ----- | ------ | --------- |
| 26 nov | 18:00 | 'Peru ' | 3–2    | Brasil | 25–18 | 18–25 | 25–20 | 23–25 | 15–10 | 106–98 | 106–98    |

## Classificação final
| Posição | Equipe    |
| ------- | --------- |
| 1       | Peru      |
| 2       | Brasil    |
| 3       | Argentina |
| 4       | Chile     |
| 5       | Colômbia  |
| 6       | Venezuela |
| 7       | Uruguai   |
| 8       | Paraguai  |

|  | Qualificados para o Mundial Infanto-Juvenil de 2013 |

## Prêmios individuais
As atletas que integraram a seleção do campeonato foram:
| MVP (Most Valuable Player) | Ángela Leyva   | Peru      |
| Melhor atacante            | Ángela Leyva   | Peru      |
| Melhor bloqueadora         | Rosa Valiente  | Peru      |
| Levantadora                | Manuela Vargas | Colômbia  |
| Melhor Sacadora            | Catalina Melo  | Chile     |
| Melhor Receptora           | Isis Francesco | Venezuela |
| Melhor defensora           | Laís Vasques   | Brasil    |
| Melhor líbero              | Laís Vasques   | Brasil    |